# Star (zeilboot)
De Internationale Star is een tweepersoonskielboot van 6,9 m lang (22,7 ft).

## Historie
De boot werd in 1910/1911 door William Gardner en Francis Sweisguth ontworpen. Op de Olympische Spelen Spelen van 1932 werd de Starboot Olympisch. Op de Spelen van 1976 werd de Star vervangen door de Tempest, maar op de Spelen van 1980 kreeg de boot zijn Olympische status weer terug tot de Olympische Spelen van 2012 (London/Weymouth. Sindsdien wordt er niet meer geracet in kielboten op de Olympische Spelen. De Star behoort tot de oudste bootklassen waarin nog Internationaal wordt geracet. Dit is vooral te danken aan de ISCYRA (International Star Class Yacht Racing Association), een organisatie die de hele wereld bestrijkt. Deze heeft gezorgd voor een wereldwijde indeling in districten. Zo is Nederland ingedeeld in het 13e district, samen met de Britse Eilanden, België, Luxemburg, Noord Duitsland en Denemarken. Ieder district is weer verdeeld in vloten (Fleets). Nederland heeft drie vloten, te weten: de Holland vloot, de Loosdrecht vloot en de Medemblik vloot.
Op de Spelen van 2004 werd de Star als open klasse gezeild, maar in 2008 en 2012 was deze klasse weer voor mannen voorbestemd.
Tot augustus 2007 werden in totaal 8328 boten gebouwd . Ondanks het minder moderne ontwerp van de Star is deze klasse nog steeds zeer populair. Zo’n 2000 boten van de Noord-Amerikaanse en Europese vloten nemen actief deel aan de internationale zeilraces.

## De boot

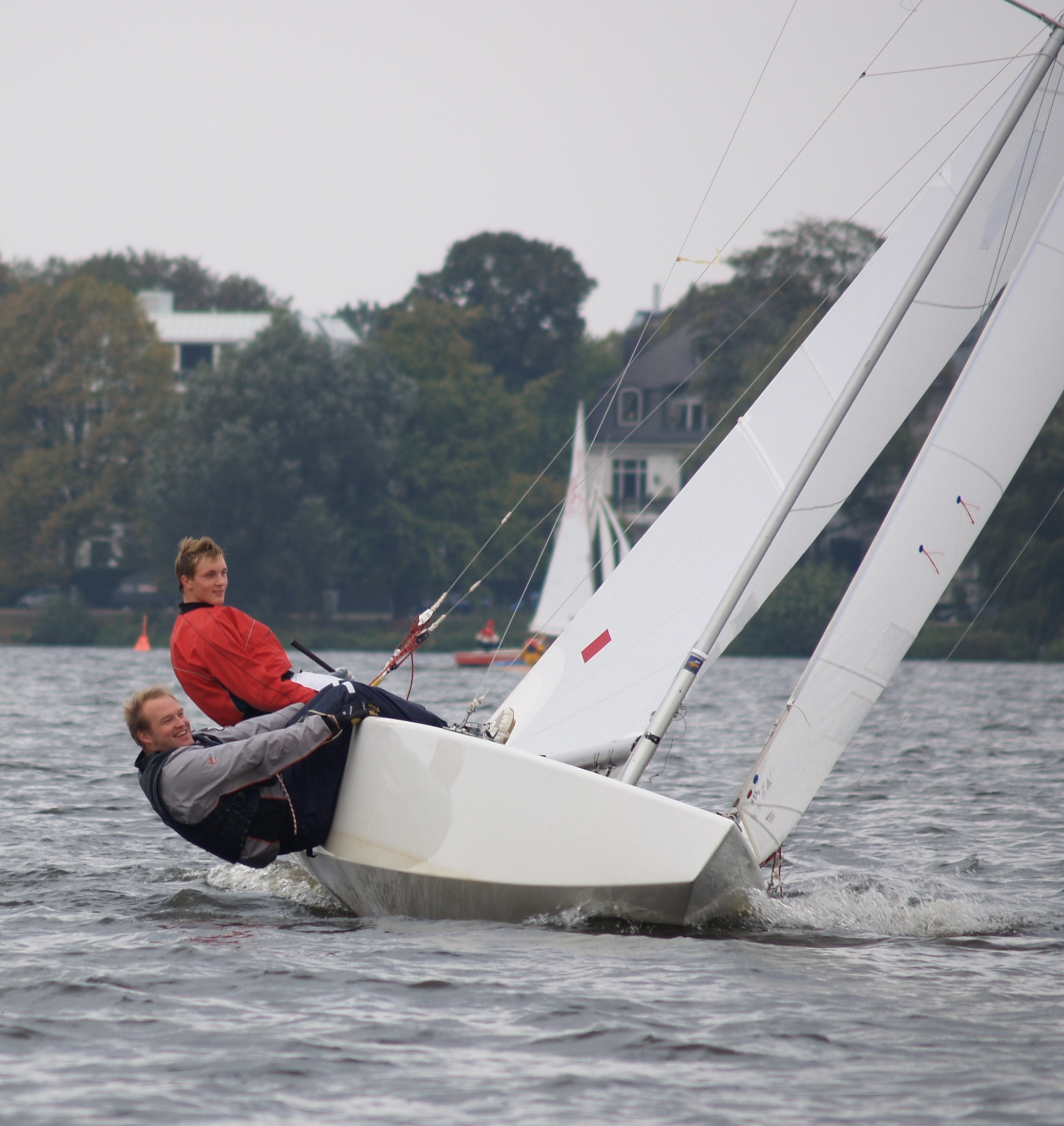
De Star in actie

De boot dient minstens 671 kg te wegen en het zeiloppervlak mag maximaal 26,5 m² zijn. De eenvoudige rigg, de ver naar voren staande mast en vooral het grote zeiloppervlak in vergelijking met de romp, zijn bijzondere herkenningstekens voor de Star.
Afwijkend van de meeste moderne zeilboten heeft de Star geen spinnaker, maar wordt bij afwinds zeilen een whisker pole gebruikt.
Geaccepteerde materialen voor de romp zijn hout, polyester en epoxy.
Hout is inmiddels echter voor de bouw van nieuwe zeiljachten bijna volledig verdwenen en wordt alleen nog maar gebruikt voor reparaties aan oude houten rompen.
De romp heeft in de dwarsrichting een licht gewelfde bodem die in de langsrichting gebogen is. Dit heeft tot gevolg dat de boot een relatief korte voorsteven heeft die zich dan ook boven de waterlijn bevindt.

## Olympische Spelen
Met uitzondering van de Spelen van 1976 is de Star vanaf 1932 tot en mer 2012 op de Spelen vertegenwoordigd geweest. In 2016 werd de Star op de spelen vervangen door de Nacra 17.
| OS   | Land             | Schipper            | Bemanning           | Jacht      |
| ---- | ---------------- | ------------------- | ------------------- | ---------- |
| 1932 | Verenigde Staten | Gilbert Gray        | Andrew Libano       | Jupiter    |
| 1936 | Duitsland        | Peter Bischoff      | Hans-Joachim Weise  | Wannsee    |
| 1948 | Verenigde Staten | Hilary Smart        | Paul Smart          | Hilarius   |
| 1952 | Italië           | Agostino Straulino  | Nicolò Rode         | Merope     |
| 1956 | Verenigde Staten | Herbert Williams    | Lawrence Low        | Kathleen   |
| 1960 | Sovjet-Unie      | Timir Pinegin       | Fjodor Sjoetkov     | Tornado    |
| 1964 | Bahama's         | Durward Knowles     | Cecil Cooke         | Gem        |
| 1968 | Verenigde Staten | Lowell North        | Peter Barrett       | North Star |
| 1972 | Australië        | David Forbes        | John Anderson       | —          |
| 1980 | Sovjet-Unie      | Valentin Mankin     | Aleksandr Moezyenko | —          |
| 1984 | Verenigde Staten | William Earl Buchan | Steven Erickson     | —          |
| 1988 | Groot-Brittannië | Mike McIntyre       | Bryn Vaile          | —          |
| 1992 | Verenigde Staten | Mark Reynolds       | Hal Haenel          | —          |
| 1996 | Brazilië         | Torben Grael        | Marcelo Ferreira    | —          |
| 2000 | Verenigde Staten | Mark Reynolds       | Magnus Liljedahl    | —          |
| 2004 | Brazilië         | Torben Grael        | Marcelo Ferreira    | —          |
| 2008 | Groot-Brittannië | Iain Percy          | Andrew Simpson      | —          |
| 2012 | Zweden           | Fredrik Lööf        | Max Salminen        | —          |